# Orci
Orci ist eine ungarische Gemeinde im Kreis Kaposvár im Komitat Somogy.

## Geschichte
Orci wurde in den 1330er Jahren erstmals urkundlich erwähnt.  Im Jahr 1913 gab es in der damaligen Kleingemeinde 70 Häuser und 470 Einwohner auf einer Fläche von 1821 Katastraljochen. Sie gehörte zu dieser Zeit zum Bezirk Kaposvár im Komitat Somogy. 

## Söhne und Töchter
- Lajos Kunffy (1869–1962), ungarischer Maler

## Sehenswürdigkeiten
- Lajos-Kunffy-Büste, erschaffen von Zsigmond Kisfaludi Strobl
- Reformierte Kirche, ursprünglich 1737 erbaut, 1751 zerstört und 1844–47 neu errichtet
- Römisch-katholische Kirche Jézus Szíve, erbaut im  18. Jahrhundert im barocken Stil